# Diocesi di Rarotonga
La diocesi di Rarotonga (in latino Dioecesis Rarotongana) è una sede della Chiesa cattolica in Nuova Zelanda suffraganea dell'arcidiocesi di Suva. Nel 2022 contava 2.574 battezzati su 14.802 abitanti. È retta dal vescovo Reynaldo Bunyi Getalado, M.S.P.

## Territorio
La diocesi si estende sull'intero arcipelago delle Isole Cook, nell'Oceano Pacifico.
Sede vescovile è la città di Avarua, sull'isola di Rarotonga (Isole Cook), dove si trova la cattedrale di San Giuseppe.
Il territorio è suddiviso in 15 parrocchie.

## Storia
La prefettura apostolica di Cook e Manihiki fu eretta il 27 novembre 1922, ricavandone il territorio dal vicariato apostolico di Tahiti (oggi arcidiocesi di Papeete).
L'11 agosto 1926 assunse il nome di prefettura apostolica delle Isole Cook in forza del breve Quae catholico di papa Pio XI.
Il 12 febbraio 1948 la prefettura apostolica fu elevata a vicariato apostolico con la bolla Congruum sane di papa Pio XII.
Il 21 giugno 1966 con la bolla Prophetarum voces di papa Paolo VI il vicariato apostolico è stato elevato a diocesi e ha assunto il nome attuale.
Il 13 maggio 1972, per effetto del decreto Cum ad bonum della Congregazione per l'evangelizzazione dei popoli, la diocesi si è ampliata, includendo l'isola di Niue, che precedentemente era parte della diocesi di Tonga. Successivamente, Niue è ritornata sotto la giurisdizione dei vescovi di Tonga.
Originariamente suffraganea dell'arcidiocesi di Wellington, il 1º luglio 1972 in forza del decreto Quo efficacius della Congregazione per l'evangelizzazione dei popoli, è entrata a far parte della provincia ecclesiastica di Suva.

## Cronotassi dei vescovi
Si omettono i periodi di sede vacante non superiori ai 2 anni o non storicamente accertati.
- Bernardin Castanié, C.I.M. † (1º febbraio 1923 - 11 maggio 1939 deceduto)[2]
- John David Hubaldus Lehman, C.I.M. † (30 giugno 1939 - 24 aprile 1959 dimesso)
- Hendrick Joseph Cornelius Maria de Cocq, SS.CC. † (10 febbraio 1964 - 28 aprile 1971 dimesso)
- John Rodgers, S.M. † (1º marzo 1973 - 21 marzo 1977 nominato vescovo ausiliare di Auckland[3])
- Denis George Browne † (21 marzo 1977 - 6 giugno 1983 nominato vescovo di Auckland)
- Robin Walsh Leamy, S.M. † (9 gennaio 1984 - 8 novembre 1996 dimesso)
- Stuart O'Connell, S.M. † (8 novembre 1996 - 11 aprile 2011 ritirato)
- Paul Donoghue, S.M. (11 aprile 2011 - 29 giugno 2024 ritirato)
- Reynaldo Bunyi Getalado, M.S.P., succeduto il 29 giugno 2024

## Statistiche
La diocesi nel 2022 su una popolazione di 14.802 persone contava 2.574 battezzati, corrispondenti al 17,4% del totale.
| anno | popolazione | popolazione | popolazione | presbiteri | presbiteri | presbiteri | presbiteri                | diaconi | religiosi | religiosi | parrocchie |
| anno | battezzati  | totale      | %           | numero     | secolari   | regolari   | battezzati per presbitero | diaconi | uomini    | donne     | parrocchie |
| ---- | ----------- | ----------- | ----------- | ---------- | ---------- | ---------- | ------------------------- | ------- | --------- | --------- | ---------- |
| 1969 | 2.260       | 19.247      | 11,7        | 14         | 1          | 13         | 161                       |         | 13        | 7         | 4          |
| 1980 | 2.801       | 26.000      | 10,8        | 14         | 4          | 10         | 200                       |         | 13        | 14        | 12         |
| 1990 | 2.710       | 19.650      | 13,8        | 11         | 3          | 8          | 246                       |         | 12        | 10        | 15         |
| 1999 | 3.356       | 17.550      | 19,1        | 7          | 3          | 4          | 479                       |         | 9         | 6         | 15         |
| 2000 | 3.360       | 17.500      | 19,2        | 7          | 2          | 5          | 480                       |         | 10        | 6         | 15         |
| 2001 | 3.140       | 15.100      | 20,8        | 7          | 1          | 6          | 448                       |         | 11        | 6         | 15         |
| 2002 | 2.396       | 14.900      | 16,1        | 7          | 1          | 6          | 342                       |         | 10        | 6         | 15         |
| 2003 | 3.090       | 18.027      | 17,1        | 7          | 1          | 6          | 441                       |         | 9         | 4         | 15         |
| 2004 | 2.519       | 14.990      | 16,8        | 6          |            | 6          | 419                       |         | 10        | 3         | 15         |
| 2010 | 3.089       | 12.320      | 25,1        | 9          | 4          | 5          | 343                       |         | 8         | 9         | 15         |
| 2014 | 2.357       | 14.450      | 16,3        | 7          | 2          | 5          | 336                       |         | 5         | 9         | 15         |
| 2017 | 2.255       | 11.885      | 19,0        | 9          | 4          | 5          | 250                       |         | 5         | 3         | 15         |
| 2020 | 2.341       | 14.137      | 16,6        | 5          | 1          | 4          | 468                       |         | 4         | 3         | 15         |
| 2022 | 2.574       | 14.802      | 17,4        | 4          | 1          | 3          | 643                       |         | 3         | 4         | 15         |